# Kortemark

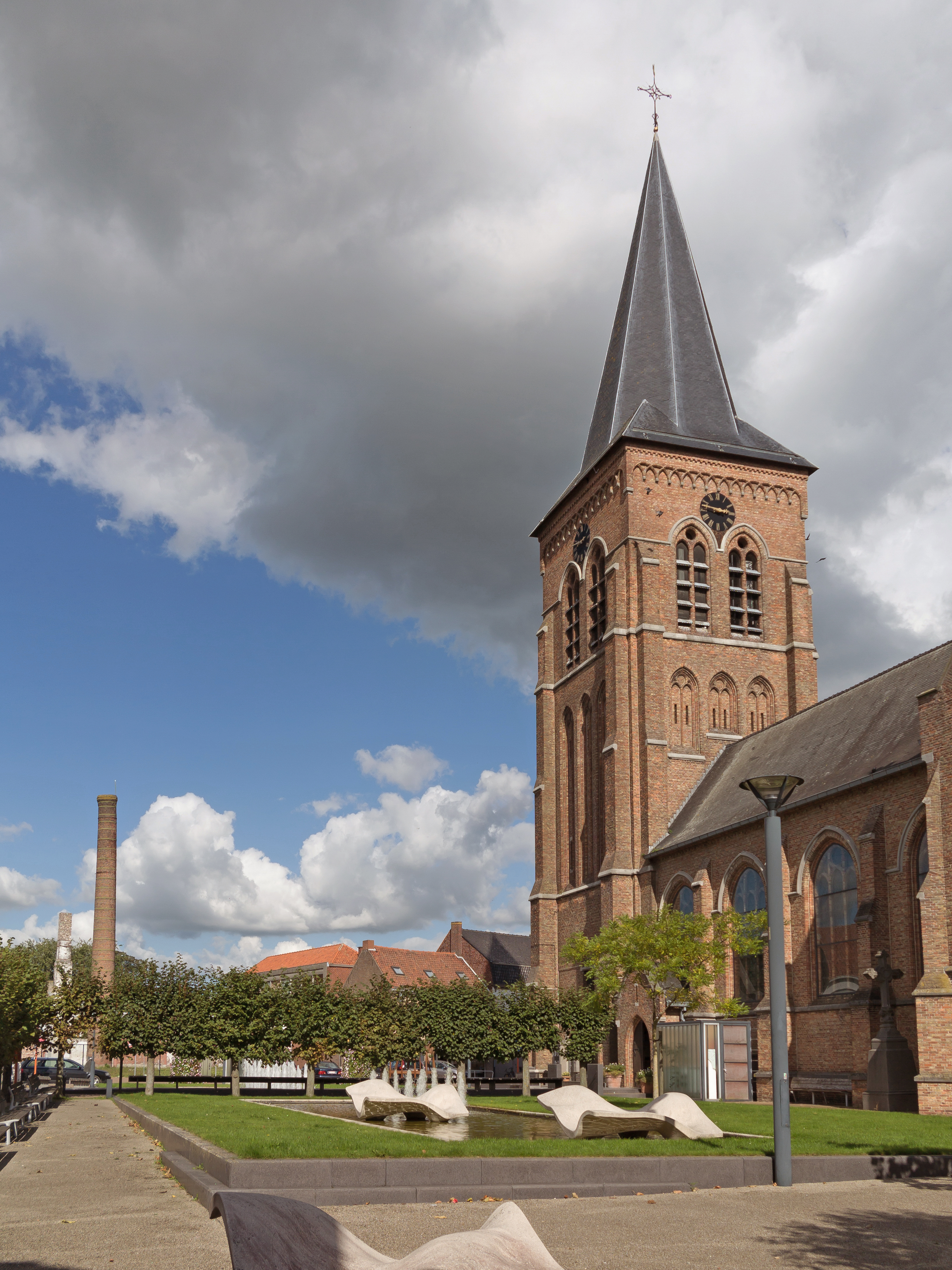
Kortemark, Kirche: Sint-Bartholomeuskerk

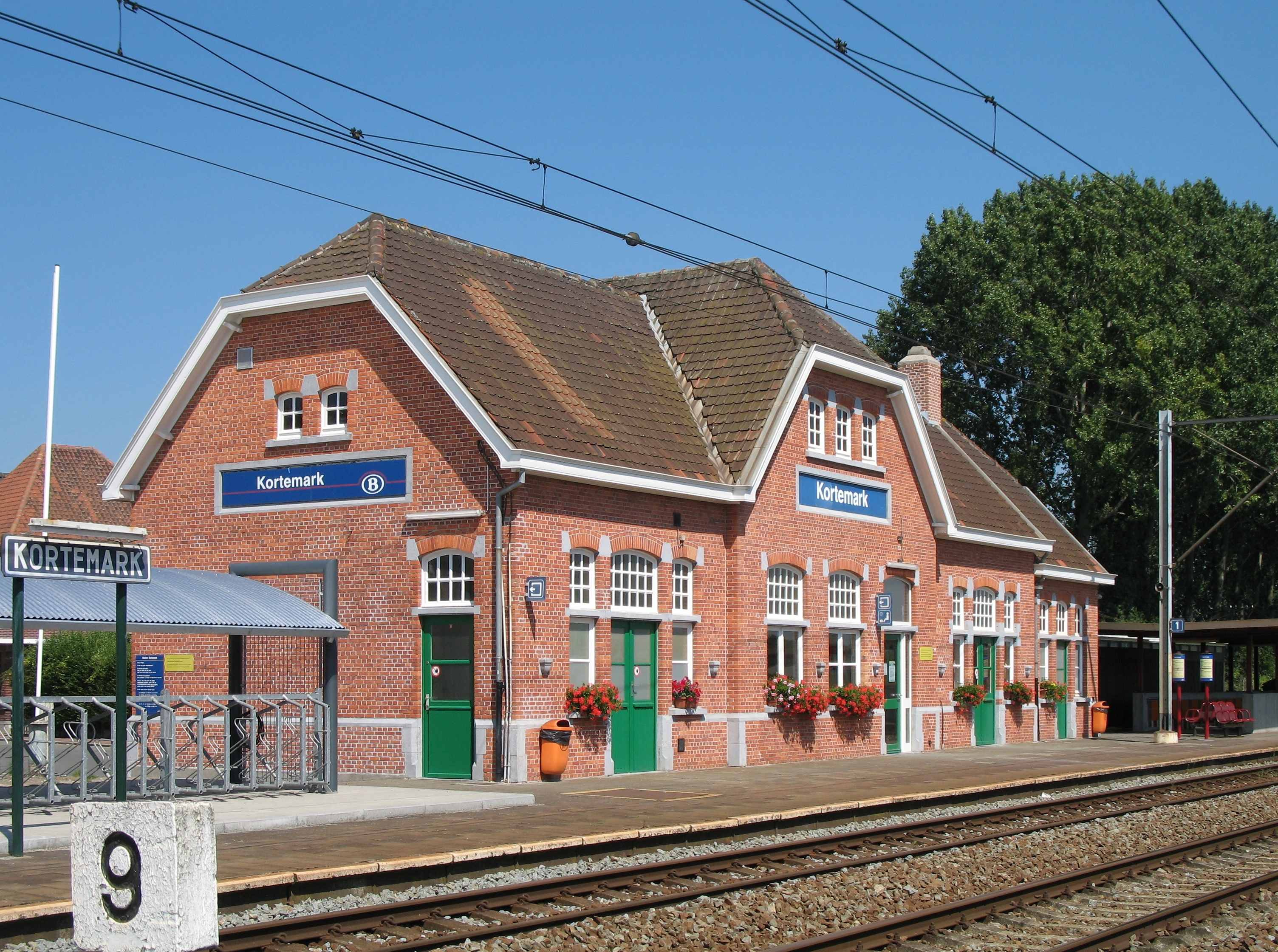
Bahnhof Kortemark

Kortemark ist eine belgische Gemeinde in der Region Flandern mit 12.815 Einwohnern (Stand 1. Januar 2024). Sie besteht aus dem Kernort und den Ortsteilen Handzame, Werken und Zarren.

## Lage
Roeselare liegt 10 km südlich, Diksmuide 12 km westlich, Brügge 22 km nordöstlich, Oostende an der belgischen Küste 23 km nordnordwestlich, Gent 47 km westlich und Brüssel 93 km ostsüdöstlich.

## Verkehr
Der nächste Autobahnanschluss befindet sich einige Kilometer östlich bei Lichtervelde an der A17.
Kortemark besitzt einen Regionalbahnhof an der Bahnlinie Dünkirchen-Diksmuide-Kortemark-Lichtervelde, weitere befinden sich u. a. in Lichtervelde, Torhout und Roeselare. In Oostende und Brügge halten auch überregionale Schnellzüge.
Bei Oostende befindet sich ein Regionalflughafen und nahe der Hauptstadt Brüssel gibt es einen internationalen Airport, den Flughafen Brüssel-Zaventem.

## Persönlichkeiten
- Daniel Doom (1934–2020), Radrennfahrer
- Freddy Decloedt (1944–2006), Radrennfahrer